# Majasaari (ö i Norra Savolax, Inre Savolax, lat 62,98, long 26,62)
Majasaari är en ö i Finland. Den ligger i sjön Nilakka och i kommunen Tervo i den ekonomiska regionen  Inre Savolax ekonomiska region  och landskapet Norra Savolax, i den centrala delen av landet, 300 km norr om huvudstaden Helsingfors. Öns area är 27,3 hektar och dess största längd är 1,6 kilometer i sydöst-nordvästlig riktning.